# Faro di Punta Vagno
Il Faro di Punta Vagno è un faro attivo situato sull'omonimo capo all'ingresso orientale del Porto di Genova, in Liguria, sul Mar Ligure.

## Descrizione
Il faro, costruito alla fine del XIX secolo e attivato il 10 ottobre 1931, è costituito da una torre cilindrica conica in muratura bianca, alta 2,4 m, con balcone e lanterna. La torre fu distrutta durante la Seconda Guerra Mondiale e fu ricostruita nel 1948. La lanterna è dipinta di bianco, la cupola di grigio metallizzato, è posizionata a 26 metri sul livello del mare ed emette tre lunghi lampi bianchi in un periodo di 15 secondi, visibili fino a una distanza di 16 miglia nautiche (30 km). Il faro è completamente automatizzato e gestito dalla Marina Militare con il codice identificativo 1575 E.F.